# Lætitia Bataille
Pour les articles homonymes, voir Bataille (homonymie).
Lætitia Bataille est une cavalière, journaliste, photographe et auteur française de plusieurs ouvrages consacrés au cheval et à l'équitation.

## Biographie
Lætitia Bataille est une cavalière de formation classique : elle pratique le saut d'obstacles, le dressage, le concours complet, l’attelage et la randonnée équestre. C’est dans cette dernière discipline qu’elle s’est surtout fait connaître, en effectuant avec son mari Jacques Bataille de grands voyages à cheval. Elle est diplômée « guide de tourisme équestre » en 1980.
Elle se perfectionne ensuite en dressage et découvre l’équitation de tradition française au Portugal avec le maître Nuno Oliveira. Ses voyages réguliers en Espagne et au Portugal lui permettent d'étudier de près les chevaux ibériques. Elle a élevé des poneys Fjord et des Lusitaniens, et s'intéresse particulièrement aux races équines.
Ayant signé plus de deux mille articles (voire plusieurs milliers) dans divers titres de presse équestre (Cheval Magazine, Cheval Star…)., elle est également rédactrice en chef de la revue en ligne internationale Cheval Savoir, depuis 2009. La revue propose aussi des articles en langue anglaise.

## Publications
- Races équines de France, Paris, France agricole éditions, 2008, 286 p. (ISBN 978-2-85557-154-6, lire en ligne)
- Les Poneys : races et élevage, 2006
- La Monture pour enfants : choix, préparation, entretien, 2006
- Le Lusitanien, 2004
- La Mule poitevine, 2004
- L'Équitation, 2003
- Le Pure Race espagnole, Belin, coll. « Équilivres », 2002
- Le Cheval, Aedis, 2002
- Cheval : problèmes et solutions, 2001